# Salyut 6
A Salyut 6 foi uma estação espacial soviética lançada em 29 de setembro de 1977. Apesar de lembrar as estações espaciais Salyut anteriores no projeto geral, ela trazia uma série de avanços revolucionários incluindo um segundo porto de aterrissagem aonde uma nave espacial de carga Progress poderia aterrissar e reabastecer a estação. Com a Salyut 6, o programa de estações espaciais soviético envolvia estadias de curta-duração e longa-duração.

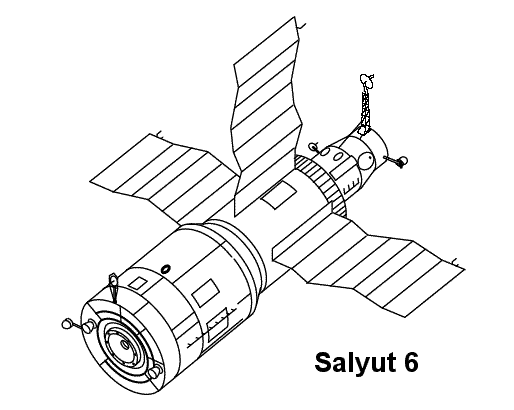
Salyut 6

De 1977 até 1982, a Salyut 6 foi visitada por cinco grupos de longa-duração e onze grupos de curta-duração, incluindo cosmonautas dos países do Pacto de Varsóvia. O primeiro grupo de longa duração quebrou o recorde estabelecido pela Skylab tem tempo em órbita, ficando 96 dias em órbita. A maior estadia de um grupo na Salyut 6 durou 185 dias. A quarta expedição da Salyut 6 instalou um rádio-telescópio de 10 metros entregue por uma nave de carga. Após as operações tripuladas terem sido finalizadas na Salyut 6 em 1981, uma pesada nave não tripulada chamada de TKS e desenvolvida utilizando material restante do programa Almaz que havia sido cancelado aterrissou na estação como um teste dos mecanismos. A Salyut 6 saiu de órbita em 29 de Julho de 1982.
A Progress aterrissou automaticamente no porto posterior, e então foi aberta e destravada pelos cosmonautas na estação. A transferência de combustível para a estação foi automática sob supervisão da torre de comando. Um segundo porto de aterrissagem significava que os grupos de longa-duração poderiam receber visitantes. Os grupos visitantes geralmente incluíam cosmonauto-pesquisadores do bloco de países soviéticos ou países simpatizantes da União Soviética. Vladimír Remek da Checoslováquia, o primeiro viajante espacial que não era dos Estados Unidos ou da União Soviética, visitou a Salyut 6 em 1978. A estação recebeu 16 grupos de cosmonautas, incluindo seis de longa duração. A mais longa permanência foi de 185 dias. O primeiro grupo de longa-duração ficou por 96 dias, batendo o recorde mundial de 84 dias de sobrevivência no espaço estabelecido em 1974 pelo último grupo da Skylab. A estação hospedou cosmonautas da Hungria, Polônia, Roménia, Cuba, Mongólia, Vietname, e Alemanha Oriental. Doze Progress de carga entregaram mais de 20 toneladas de equipamento, suprimentos e combustível. Uma nave de transporte logística chamada de Cosmos 1267 aterrissou na Salyut 6 em 1982. A nave de transporte logística foi originalmente planejada para o programa Almaz. Cosmos 1267 provou que módulos maiores poderiam aterrissar automaticamente com estações espaciais, um grande passo em direção à estação multimodular Mir e à Estação Espacial Internacional.
Salyut 6 teve seis grupos residentes. Em 10 de dezembro de 1977 o primeiro grupo, Yuri Romanenko e Georgi Grechko, chegou com a Soyuz 26 e se manteve a bordo na Salyut 6 por 96 dias. Em 15 de junho de 1978, Vladimir Kovalyonok e Aleksandr Ivanchenkov (Soyuz 29) chegaram na estação e se mantiveram a bordo durante 140 dias. Vladimir Lyakhov e Valery Ryumin (Soyuz 32) chegaram em 25 de fevereiro de 1979 e se mantiveram por 175 dias. Em 9 de abril de 1980, Leonid Popov e Valery Ryumin (Soyuz 35) chegaram para a permanência mais longa na Salyut 6, 185 dias. Uma missão de reparo, composta por  Leonid Kizim, Oleg Makarov, e Gennady Strekalov (Soyuz T-3) trabalhou na estação espacial por 12 dias começando em 27 de novembro de 1980. Em 12 de março de 1981 o último grupo, formado por Vladimir Kovalyonok e Viktor Savinykh, aterrissou e permaneceu por 75 dias. Durante esta tempo, houve 10 missões visitantes, grupos que vinham para trazer suprimentos e fazer visitas de duração menor com o grupo residente.
Entre os dias de 14 e 15 de maio de 1981, os cosmonautas soviéticos Vladimir Kovalyonok e Viktor Savinykh relataram terem tido contato com visitantes extraterrestres.

## Expedições da Salyut 6
| Expedição        | Grupo                                                       | Data de Lançamento                   | Voo de Subida | Data de Aterrissagem                | Voo de Descida | Dias de duração |
| ---------------- | ----------------------------------------------------------- | ------------------------------------ | ------------- | ----------------------------------- | -------------- | --------------- |
| Salyut 6 - EO-1  | Yuri Romanenko, Georgi Grechko                              | 10 de dezembro de 1977 01:18:40 UTC  | Soyuz 26      | 16 de março de 1978 11:18:47 UTC    | Soyuz 27       | 96,42           |
| Salyut 6 - EP-1  | Vladimir Dzhanibekov, Oleg Makarov                          | 10 de janeiro de 1978 12:26:00 UTC   | Soyuz 27      | 16 de janeiro de 1978 11:24:58 UTC  | Soyuz 26       | 5,96            |
| Salyut 6 - EP-2  | Aleksei Gubarev, Vladimír Remek - Checoslováquia            | 2 de março de 1978 15:28:00 UTC      | Soyuz 28      | 10 de março de 1978 13:44:00 UTC    | Soyuz 28       | 7,93            |
| Salyut 6 - EO-2  | Vladimir Kovalyonok, Aleksandr Ivanchenkov                  | 15 de junho de 1978 20:16:45 UTC     | Soyuz 29      | 2 de outubro de 1978 11:04:17 UTC   | Soyuz 31       | 139,62          |
| Salyut 6 - EP-3  | Pyotr Klimuk, Miroslaw Hermaszewski - Polônia               | 27 de junho de 1978 15:27:21 UTC     | Soyuz 30      | 5 de julho de 1978 13:30:20 UTC     | Soyuz 30       | 7,92            |
| Salyut 6 - EP-4  | Valery Bykovsky, Sigmund Jähn - República Democrática Alemã | 26 de agosto de 1978 14:51:30 UTC    | Soyuz 31      | 3 de setembro de 1978 11:40:34 UTC  | Soyuz 29       | 7,87            |
| Salyut 6 - EO-3  | Vladimir Lyakhov, Valery Ryumin                             | 25 de fevereiro de 1979 11:53:49 UTC | Soyuz 32      | 19 de agosto de 1979 12:29:26 UTC   | Soyuz 34       | 175,02          |
| Salyut 6 - EO-4  | Leonid Popov, Valery Ryumin                                 | 9 de abril de 1980 13:38:22 UTC      | Soyuz 35      | 11 de outubro de 1980 09:49:57 UTC  | Soyuz 37       | 184,84          |
| Salyut 6 - EP-5  | Valery Kubasov, Bertalan Farkas - Hungria                   | 26 de maio de 1980 18:20:39 UTC      | Soyuz 36      | 3 de junho de 1980 15:06:23 UTC     | Soyuz 35       | 7,87            |
| Salyut 6 - EP-6  | Yuri Malyshev, Vladimir Aksyonov                            | 5 de junho de 1980 14:19:30 UTC      | Soyuz T-2     | 9 de junho de 1980 12:39:00 UTC     | Soyuz T-2      | 3,93            |
| Salyut 6 - EP-7  | Viktor Gorbatko, Pham Tuan - Vietname                       | 23 de julho de 1980 18:33:03 UTC     | Soyuz 37      | 31 de julho de 1980 15:15:02 UTC    | Soyuz 36       | 7,86            |
| Salyut 6 - EP-8  | Yuri Romanenko, Arnaldo Tamayo Méndez - Cuba                | 18 de setembro de 1980 19:11:03 UTC  | Soyuz 38      | 26 de setembro de 1980 15:54:27 UTC | Soyuz 38       | 7,86            |
| Salyut 6 - EO-5  | Leonid Kizim, Oleg Makarov Gennady Strekalov                | 27 de novembro de 1980 14:18:28 UTC  | Soyuz T-3     | 10 de dezembro de 1980 09:26:10 UTC | Soyuz T-3      | 12,80           |
| Salyut 6 - EO-6  | Vladimir Kovalyonok, Viktor Savinykh                        | 12 de março de 1981 19:00:11 UTC     | Soyuz T-4     | 26 de maio de 1981 12:37:34 UTC     | Soyuz T-4      | 74,73           |
| Salyut 6 - EP-9  | Vladimir Dzhanibekov, Jugderdemidiyn Gurragcha - Mongólia   | 22 de março de 1981 14:58:55 UTC     | Soyuz 39      | 30 de março de 1981 11:40:58 UTC    | Soyuz 39       | 7,86            |
| Salyut 6 - EP-10 | Leonid Popov, Dumitru Prunariu - Roménia                    | 14 de maio de 1981 17:16:38 UTC      | Soyuz 40      | 22 de maio de 1981 13:58:30 UTC     | Soyuz 40       | 7,86            |

### Salyut 6 EVA's
| Expedição       | Grupo                    | Início- UTC                   | Fim - UTC                     | Duração     | Notas                          |
| --------------- | ------------------------ | ----------------------------- | ----------------------------- | ----------- | ------------------------------ |
| Salyut 6 - PE-1 | Romanenko & Grechko      | 19 de dezembro de 1977, 21:36 | 19 de dezembro de 1977, 23:04 | 1 h, 28 min | Teste ao fato espacial Orlan-D |
| Salyut 6 - PE-2 | Kovalyonok & Ivanchenkov | 29 de julho de 1979, 04:00    | 29 de julho de 1979, 06:20    | 2 h, 05 min | Experiências                   |
| Salyut 6 - PE-3 | Ryumin & Lyakhov         | 29 de julho de 1979, 14:16    | 29 de julho de 1979, 15:39    | 1 h, 23 min | Remover prato de rádio         |

## Especificações
- Comprimento - 15,8 m
- Diâmetro Máximo - 4,15 m
- Volume Habitável - 90 m³
- Massa no lançamento - 19 824 kg
- Veículo de lançamento - Proton (três-estágios)
- Inclinhação Orbital - 51,6°
- Espaço entre os painéis solares - 17 m
- Área de painéis solares - 51 m²
- Número de paineis solares - 3
- Eletricidade disponível - 4-5 kW
- Transportadores de reabastecimento - Soyuz Ferry, Soyuz-T, Progress, TKS
- Número de portos de aterrissagem - 2
- Total de missões tripuladas - 18
- Total de missões não tripuladas - 13
- Total de missões de longa-duração - 6
- Número de motores principais - 2
- Propulsão do motor principal (cada) - 300 kg

## Nave espaciais visitantes e grupos
(Grupos lançados. naves espaciais lançadas e datas de aterrissagem listadas abaixo.)
- Soyuz 25 - 9 de Outubro - 11 de Outubro de 1977 - Falhou na Aterrissagem
  - Vladimir Kovalyonok
  - Valery Ryumin

- Soyuz 26 - 10 de Dezembro de 1977 - 16 de Janeiro de 1978
  - Yuri Romanenko
  - Georgi Grechko

- Soyuz 27 - 10 de Janeiro - 16 de Março de 1978
  - Oleg Makarov
  - Vladimir Dzhanibekov

- Soyuz 28 - 2 de Março - 10 de Março de 1978 - Voo Intercosmos
  - Aleksei Gubarev
  - Vladimír Remek - Checoslováquia

- Soyuz 29 - 15 de Junho - 3 de Setembro de 1978
  - Vladimir Kovalyonok
  - Aleksandr Ivanchenkov

- Soyuz 30 - 27 de Junho - 5 de Julho de 1978 - Voo Intercosmos
  - Pyotr Klimuk
  - Miroslaw Hermaszewski - Polônia

- Soyuz 31 - 26 de Agosto - 2 de Novembro de 1978 - Voo Intercosmos
  - Valery Bykovsky
  - Sigmund Jähn - Alemanha Oriental

- Soyuz 32 - 25 de Fevereiro - 13 de Junho de 1979 - Aterrissou vazio
  - Vladimir Lyakhov
  - Valery Ryumin

- Soyuz 33 - 10 de Abril - 12 de Abril de 1979 - Voo Intercosmos - Falhou na aterrissagem
  - Nikolay Rukavishnikov
  - Georgi Ivanov - Bulgária

- Soyuz 34 - 6 de Junho - 19 de Agosto de 1979 - Embarcou com o grupo
  - Lançada vazia para substituir a Soyuz 33

- Soyuz 35 - 9 de Abril - 3 de Junho de 1980
  - Leonid Popov
  - Valery Ryumin

- Soyuz 36 - 26 de Maio - 31 de Julho de 1980 - Voo Intercosmos
  - Valery Kubasov
  - Bertalan Farkas - Hungria

- Soyuz T-2 - 5 de Junho - 9 de Junho de 1980
  - Yuri Malyshev
  - Vladimir Aksyonov

- Soyuz 37 - 23 de Julho - 11 de Outubro de 1980 - Voo Intercosmos
  - Viktor Gorbatko
  - Pham Tuan - Vietnam

- Soyuz 38 - 18 de Setembro - 26 de Setembro de 1980 - Voo Intercosmos
  - Yuri Romanenko
  - Arnaldo Tamayo Méndez - Cuba

- Soyuz T-3 - 27 de Novembro - 10 de Dezembro de 1980
  - Leonid Kizim
  - Oleg Makarov
  - Gennady Strekalov

- Soyuz T-4 - 12 de Março - 26 de Maio de 1981
  - Vladimir Kovalyonok
  - Viktor Savinykh

- Soyuz 39 - 22 de Março - 30 de Março de 1980 - Voo Intercosmos
  - Vladimir Dzhanibekov
  - Jugderdemidiyn Gurragcha - Mongólia

- Soyuz 40 - 14 de Maio - 22 de Maio de 1981 - Voo Intercosmos
  - Leonid Popov
  - Dumitru Prunariu - Roménia